# ヤクブ・ピオトロフスキ
ヤクブ・ピオトロフスキ（Jakub Piotrowski, 1997年10月4日 - ）は、ポーランド・トルン出身のサッカー選手。セリエA・ウディネーゼ所属。ポーランド代表。ポジションはミッドフィールダー。

## クラブ経歴
2018年5月14日、ヘンクに3年契約で移籍した。
2020年7月28日、フォルトゥナ・デュッセルドルフに4年契約で移籍した。
2022年7月28日、ルドゴレツ・ラズグラドに移籍した。
2025年8月2日、ウディネーゼに4年契約で移籍した。

## 代表経歴
2022年9月、ポーランド代表に初招集された。
2023年10月12日、UEFA EURO 2024予選・フェロー諸島戦でA代表デビューを果たした。11月17日、UEFA EURO 2024予選・チェコ戦でA代表初ゴールを決めた。
2024年6月7日、UEFA EURO 2024の本大会メンバーに選出された。

## 個人成績

### 代表
| ポーランド代表 | 国際Aマッチ | 国際Aマッチ |
| 年             | 出場        | 得点        |
| -------------- | ----------- | ----------- |
| 2023           | 3           | 1           |
| 2024           | 7           | 1           |
| 2025           | 2           | 0           |
| 通算           | 12          | 2           |

| No. | 開催日         | 開催地                                       | 対戦国     | スコア | 結果 | 大会               |
| --- | -------------- | -------------------------------------------- | ---------- | ------ | ---- | ------------------ |
| 1   | 2023年11月17日 | ポーランド・ワルシャワ、ワルシャワ国立競技場 | チェコ     | 1-0    | 1-1  | UEFA EURO 2024予選 |
| 2   | 2024年3月24日  | ポーランド・ワルシャワ、ワルシャワ国立競技場 | エストニア | 3-0    | 5-1  | UEFA EURO 2024予選 |

## タイトル

### クラブ
ヘンク
- ベルギー・プロ・リーグ: 2018-19

ルドゴレツ・ラズグラド
- ファースト・プロフェッショナル・フットボールリーグ: 2022-23, 2023-24, 2024-25
- ブルガリア・カップ: 2022-23, 2024-25
- ブルガリア・スーパーカップ: 2022, 2023, 2024